# Cyperus cyperinus
Cyperus cyperinus là một loài thực vật có hoa trong họ Cói. Loài này được (Retz.) Suringar mô tả khoa học đầu tiên năm 1898.

## Hình ảnh

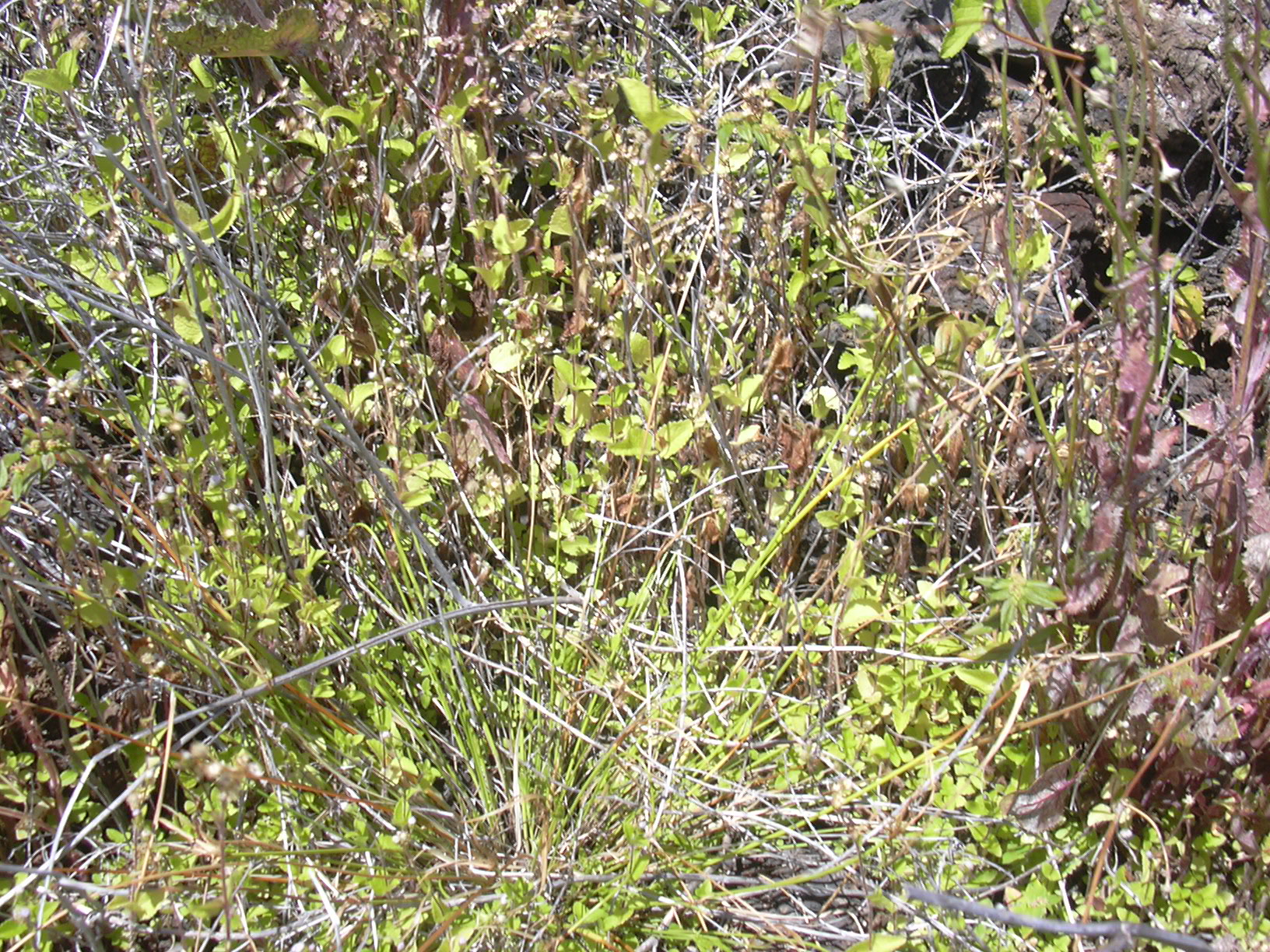
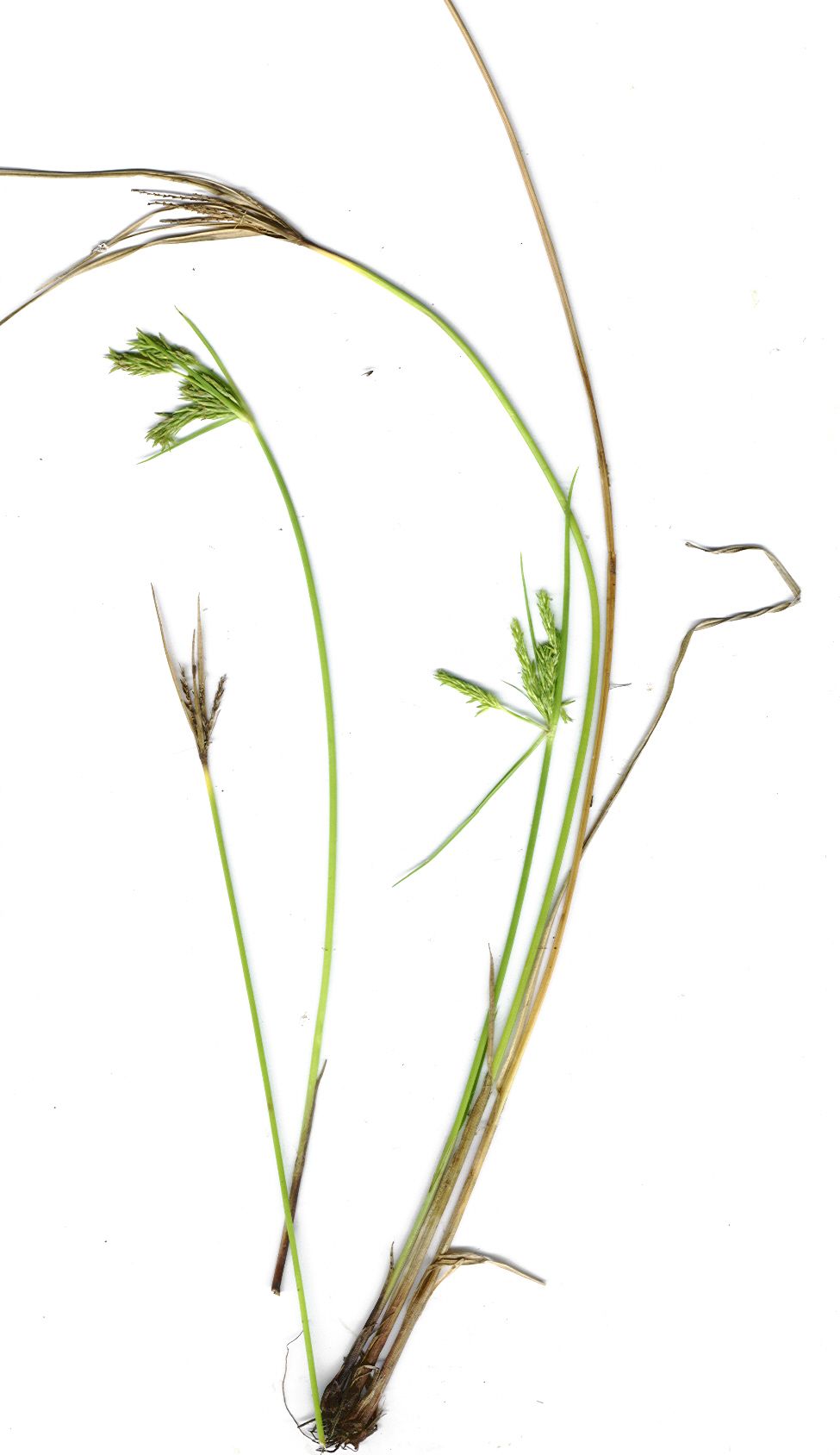
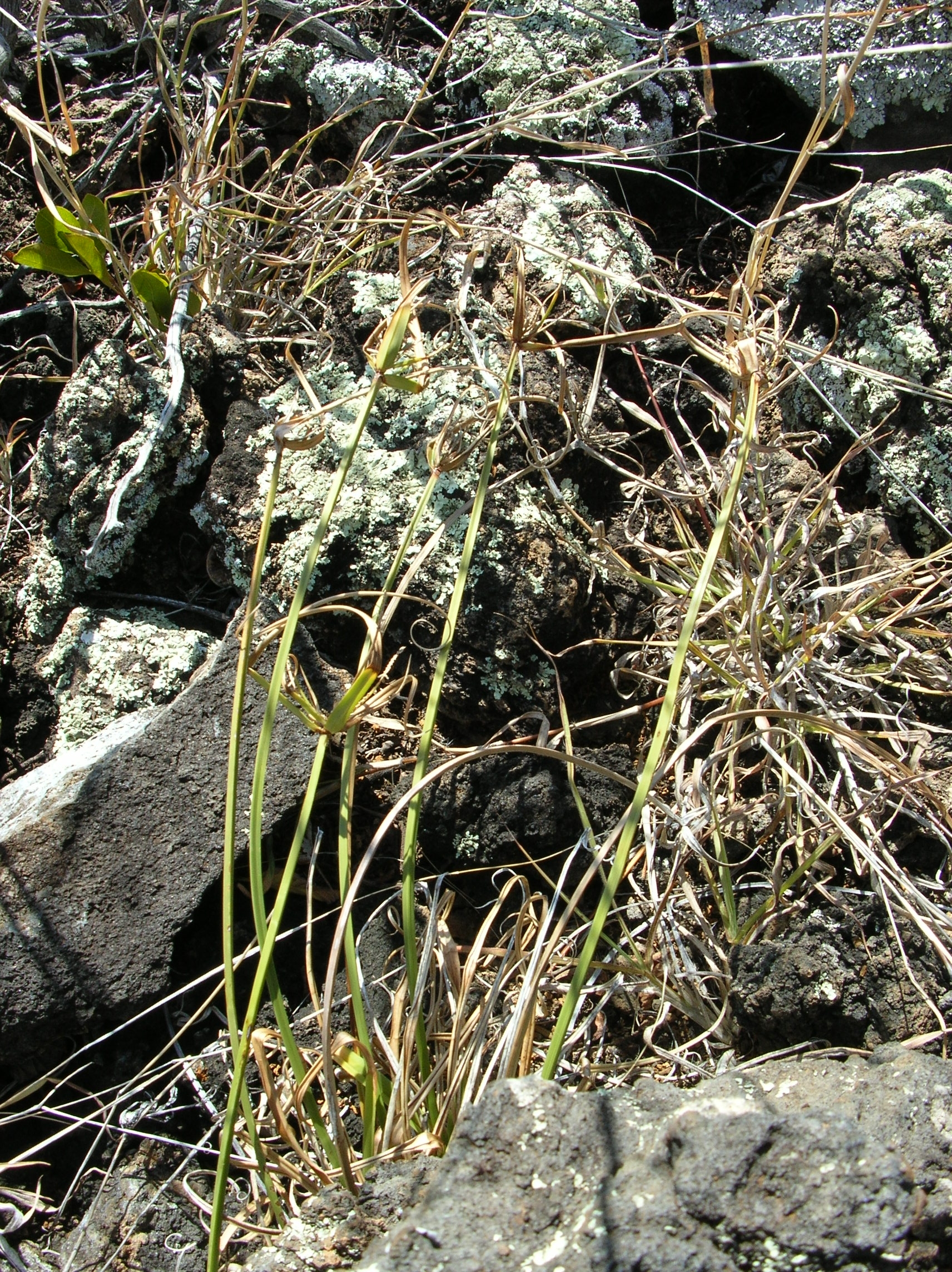
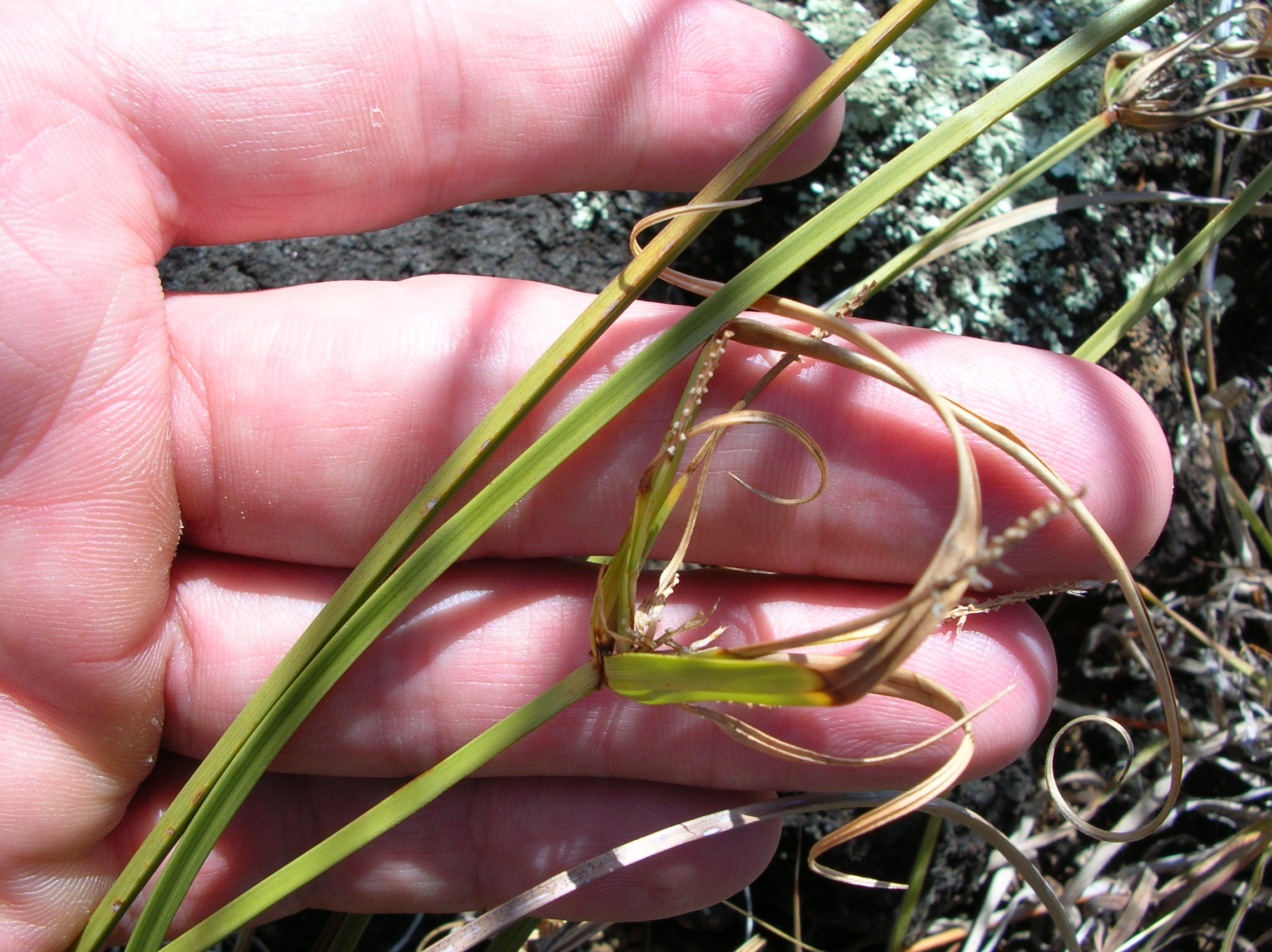